# Стефаново (Радзейовський повіт)
Стефаново (пол. Stefanowo) — село в Польщі, у гміні Битонь Радзейовського повіту Куявсько-Поморського воєводства.
Населення — 113 осіб (2011).
У 1975-1998 роках село належало до Влоцлавського воєводства.

## Демографія
Демографічна структура станом на 31 березня 2011 року:
|          | Загалом | Допрацездатний вік | Працездатний вік | Постпрацездатний вік |
| -------- | ------- | ------------------ | ---------------- | -------------------- |
| Чоловіки | 60      | 14                 | 39               | 7                    |
| Жінки    | 53      | 13                 | 23               | 17                   |
| Разом    | 113     | 27                 | 62               | 24                   |